# Zdzisław Marchwicki
Zdzisław Marchwicki (* 18. Oktober 1927 in Dąbrowa Górnicza; † 29. April 1977 in Katowice) wurde in Polen als der Serienmörder „Der Vampir von Zagłębie“ (wampir z Zagłębia) verurteilt und hingerichtet.
Bis heute gibt es Zweifel, ob Marchwicki wirklich dieser Serienmörder war oder ob er von den Behörden zur Ruhigstellung der Bevölkerung verurteilt wurde. Ermittler, die nicht auf der Linie in Richtung Schuldspruch waren und an seiner Schuld zweifelten, wurden vom Fall abgezogen und in andere Landesteile Polens versetzt.

## Biographie
Er wurde 1927 in einer armen Familie geboren. Sein Vater war fünfmal verheiratet und hatte vier Kinder, drei Jungen und ein Mädchen, die später teilweise in Verbindung mit den Morden gebracht wurden.
Marchwicki beging laut Ermittlungen seine Mordtaten in der Umgebung von Czeladź, Będzin und Dombrowaer Kohlebecken. Die Mordserie mit vierzehn Opfern begann 1964 und endete 1970. Die Mordopfer waren zwischen 16 und 57 Jahre alt, sie wurden von hinten mit einem stumpfen Gegenstand niedergeschlagen und dann durch weitere Schläge getötet, und teilweise im Genitalbereich verstümmelt. Die meisten Taten wurden zwischen Ende 1964 und Ende 1966 begangen. Anfangs kam das Gerücht auf, der Täter wolle zur Tausendjahrfeier der Christianisierung Polens 1966 tausend Frauen ermorden.
Während der Untersuchung wurde die Rekordsumme von einer Million Złoty zur Belohnung ausgesetzt.
Eines der Opfer war Jolanta Gierek, die Nichte des Vorsitzenden der Kommunistischen Partei im Gebiet, Edward Gierek. Polizei und Staatsanwaltschaft bestritten allerdings, dass deswegen politischer Druck auf sie ausgeübt worden sei.
Nach seiner Festnahme im Jahr 1972 wurde Marchwicki für den Mord an vierzehn Frauen und den versuchten Mord an sieben Frauen angeklagt.
Das gegen ihn gerichtete Gerichtsverfahren erfuhr großes öffentliches Interesse und dauerte 10 Monate. Im Juli 1975 wurde Marchwicki zum Tode verurteilt, wobei ihm ein Mordversuch nicht nachgewiesen werden konnte. Er wurde 1977 in Katowice gehängt.
Der Bruder Jan Marchwicki wurde ebenfalls zum Tode verurteilt. Ein weiterer Bruder, Henryk, wurde zu 25 Jahren Haft für Beihilfe zum Mord verurteilt. Ihre Halbschwester Halina wurde zu drei Jahren Gefängnis für Hehlerei verurteilt, weil sie bewusst Gegenstände wie Armbanduhren und Füllfederhalter von Zdzisławs Opfern in Empfang genommen haben soll. Außerdem wurde Halinas Sohn zu vier Jahren Haft verurteilt.

## Medien
Der Fall war die Vorlage für den preisgekrönten polnischen Spielfilm Jestem mordercą („Ich bin ein Mörder“, 2016) des Regisseurs Maciej Pieprzyca.

## Belege
1. ↑  Magdalena Gwóźdź-Pallokat: Frauenmorde im Arbeiter- und Bauernstaat. Serienmörder im Sozialismus. mdr.de, 16. September 2022, abgerufen am 4. Dezember 2022.
2. ↑  Malwina Użarowska: Wampir z Zagłębia. Historia zbrodni. Rzeczpospolita, 26. April 2019, abgerufen am 4. Dezember 2022 (polnisch).
3. ↑  http://www.murderpedia.org/male.M/m/marchwicki-zdzislaw.htm
4. ↑  https://www.truecrimelibrary.com/crimearticle/zdislaw-and-hendryck-marchwicki/
5. ↑  http://killer.radom.net/~sermord/New/zbrodnia.php-dzial=mordercy&dane=MarchwickiZdzislaw.htm
6. ↑  Moviepilot: I'm A Killer

| Personendaten    | Personendaten                                   |
| ---------------- | ----------------------------------------------- |
| NAME             | Marchwicki, Zdzisław                            |
| ALTERNATIVNAMEN  | Der schlesische Vampir; Der Vampir von Zagłębie |
| KURZBESCHREIBUNG | polnischer Serienmörder                         |
| GEBURTSDATUM     | 18. Oktober 1927                                |
| GEBURTSORT       | Dąbrowa Górnicza, Polen                         |
| STERBEDATUM      | 29. April 1977                                  |
| STERBEORT        | Katowice, Polen                                 |